# Отто, Вернер (футболист)
Вернер Отто (нем. Werner Otto; 3 января 1929 — 19 марта 2025, Оденвальд, Гессен) — немецкий футболист, полузащитник. Выступал за сборную Саара.

## Биография

### Клубная карьера
На протяжении всей профессиональной карьеры выступал за немецкий клуб «Саарбрюккен». В составе клуба принимал участие в первом розыгрыше Кубка европейских чемпионов, где в первом раунде «Саарбрюккен» уступил итальянскому «Милану» с общим счётом 5:7.

### Карьера в сборной
Дебютировал за сборную Саара 5 октября 1952 года в товарищеском матче со второй сборной Франции (3:1). В 1953-54 годах принял участие во всех четырёх матчах отборочного турнира чемпионата мира 1954 и отметился забитым голом в победном матче со сборной Норвегии (3:2). Последнюю игру за Саар провёл 26 сентября 1954 года в товарищеской встрече с Югославией.
Умер 19 марта 2025 года в возрасте 96 лет.